# Епархия Браганса-Паулисты
Епархия Браганса-Паулисты (лат. Dioecesis Brigantiensis in Brazilia) — епархия Римско-Католической церкви с центром в городе Браганса-Паулиста, Бразилия. Епархия Браганса-Паулисты входит в митрополию Кампинаса. Кафедральным собором епархии Браганса-Паулисты является церковь Непорочного Зачатия Пресвятой Девы Марии.  

## История
24 июля 1925 года Римский папа Пий XI издал буллу «Ad sacram Petri Sedem», которой учредил епархию Браганса-Паулисты, выделив её из apxиепархии Сан-Паулу и епархии Кампинаса. Первоначально епархия Жекие входила в митрополию Сан-Паулу.
19 апреля 1958 года епархия Браганса-Паулисты вошла в митрополию Кампинаса.

## Ординарии епархии
- епископ José Maurício da Rocha (1927—1969)
- епископ José Lafayette Ferreira Álvares (1971—1976)
- епископ Antônio Pedro Misiara (1976—1995)
- епископ Bruno Gamberini (1995—2004)
- епископ José María Pinheiro (2005—2009)
- епископ Sérgio Aparecido Colombo (2009 — по настоящее время)

## Источник
- Annuario Pontificio, Ватикан, 2007
- Булла Ad sacram Petri sedem, AAS 19 (1927), p. 368  (лат.)